# Willemijn Bos
Willemijn Bos est une hockeyeuse sur gazon néerlandaise née le 2 mai 1988 à Alkmaar. Elle débute en équipe nationale en juin 2011 au poste de défenseur (numéro 7).
Alors sélectionnée pour participer aux jeux de Londres en 2012, elle se blesse trois jours avant le début de la compétition dans un match amical de préparation contre les États-Unis et se déchire les ligaments croisés antérieurs.
Elle remporte la Coupe du monde en 2014. Elle fait partie de l'équipe néerlandaise vice-championne Jeux de Rio en 2016.